# Estación de Nacozari
Nacozari fue una estación de trenes que se encuentra en Nacozari de García, Sonora.

## Historia
El 16 de agosto de 1899, el gobierno federal, mediante la entonces Secretaría de Comunicaciones y Obras Públicas suscribió un contrato-concesión con la Compañía del Ferrocarril de Nacozari, siendo el objeto de tal contrato construir y explotar una vía férrea cuya primera sección partiría de un punto de la frontera de los Estados Unidos, en el estado de Sonora, hasta la población de Nacozari, del mismo estado; la segunda sección, de Nacozari hasta la costa del Golfo de California. 
La construcción de la primera sección se concluyó en el año de 1913.  El edificio fue construido en 1904 con un diseño sencillo a base de piedra con techos de madera y lámina. En 1971 la SCT decidió entregar esa vía con todas sus instalaciones, incluyendo la estación de Nacozari, al Ferrocarril del Pacífico.
En 1986 fue declarado monumento histórico. Funciona como centro cultural desde su reapertura en el año 2002 y como museo desde 2015. Cuenta con una sala de teatro, dos salas de exposiciones, una sala de cine y juegos interactivos; asimismo, el Club Amigos del Ferrocarril División Querétaro tiene en exhibición una maqueta a escala que en noviembre de 2022 cumple 20 años.